# Osteochilus salsburyi
Osteochilus salsburyi är en fiskart som beskrevs av Nichols och Pope 1927. Osteochilus salsburyi ingår i släktet Osteochilus och familjen karpfiskar. IUCN kategoriserar arten globalt som livskraftig. Inga underarter finns listade i Catalogue of Life.